# Gabin
Эта статья о музыкальной итальянской группе. О французском актере см. Габен, Жан
Gabin (рус. Габе́н) — итальянский музыкальный коллектив, игравший в жанрах лаунж, джаз-фанк, эйсид-джаз, ню-джаз и электронная музыка, покоривший многие танцевальные площадки Европы и Америки. Изначально группа планировала исполнять современную поп-музыку с джазовыми элементами, смешав всё это с чиллаутом и хаусом, но позже отказалась от этой идеи.
Gabin стали известны в 2002 году благодаря ремиксу на «It Don’t Mean a Thing (If It Ain’t Got That Swing)» (другое название «Doo Uap, Doo Uap, Doo Uap») — песню известного джазмена Дюка Эллингтона. Композиция стала международным хитом и своеобразной визитной карточкой группы.
За весь период существования проекта было издано 4 студийных альбома, 15 синглов и 2 сборника лучших хитов. Многие треки Gabin звучат в лучших танцевальных, джазовых, чиллаут и лаунж сборниках. Коллектив в своем творчестве сумел соединить много различных музыкальных жанров: джаз-фанк и эйсид-джаз с электронной музыкой, латин-джаз и чиллауат, соул и блюз, этнику и транс, добавив к жанровым переплетениям элементы классической музыки. Кроме того, группа сочиняла и инструментальные мелодии.

## История
Музыкальный проект Gabin был создан после того, как джазовый бас-гитарист Макс Боттини познакомился с известным диджеем Филиппо Клэри. Оба очень любили музыку, поэтому подружились достаточно быстро и начали своё сотрудничество. Они захотели создать что-то новое, оригинальное и мощное по звучанию. Проведя несколько репетиций, они создали собственный бэнд.
Название группы происходит от фамилии известного харизматичного французского актера 1930—1940-х годов Жана Габена. Филиппо Клэри и Макс Боттини очень любят и уважают его творчество, также, как и довоенное французское кино. Первоначально итальянцы хотели назвать свою группу The Jean Gabin of Rome, однако, хорошенько подумав, парни решили, что проговаривать название получается очень долго и сложно. И в результате остались просто Gabin.
Дебютный одноимённый студийный альбом, Gabin, был издан лейблом Virgin и сразу же понравился ценителям музыкальных экспериментов. В США диск вышел на лейбле Astralwerks. Альбом, вышедший в середине 2002 года, включает такие синглы, как «Doo Uap, Doo Uap, Doo Uap», «Sweet Sadness» и «La Maison». Диск был наполнен позитивной энергией цыганских гитар и представлял собой сплав таких жанров, как транс, трип-хоп и этника. Обозреватели сравнили некоторые композиции альбома с работами Пола Оакенфолда, Deep Forest и Cafe del Mar. Альбом был записан в сотрудничестве с французом Джозефом Фаржье, Аной Карриль Обиолс и саксофонистом Стефано Ди Батиста. Gabin занял девятое место в Italian Albums Chart. «Doo Uap, Doo Uap, Doo Uap» занял пятое место в Italian Singles Chart. Как считают критики, трек стал одним из самых ярких релизов в стиле ню-джаз начала 2000-х. Позднее эта композиция прозвучала в телесериале Queer Eye For the Straight Guy.
При записи нового студийного альбома группа сотрудничала со многими известными артистами в стиле джаз, такими как Ди Ди Бриджуотер, Эдвин Коллинз, Джо Дженкинс, Лайза Лор и Чайна Мойзес. Mr. Freedom был записан на лейбле EMI. Вышедший в 2004 году, он включает в себя сингл с таким же названием, записанный при участии шотландского рокера Эдвина Коллинза. Помимо этого, были выпущены синглы «Into My Soul», вокальную партию в котором исполняла джаз-дива Ди Ди Бриджуотер, награждённая премиями «Грэмми» и «Тони», и «The Other Way Round» с вокалом дочери Ди Ди Бриджуотер Чайны Мойзес. Композиция с названием «Bang Bang to the Rock’n'Roll» прозвучала в 2005 году в фильме «Фантастическая четверка», после этого посыпались запросы на участие этой песни в сериалах «Секс в большом городе» и «Дурнушка Бетти». Она также использовалась в 2008 году в фильме «Сексдрайв», в телесериале «Анатомия страсти», в фильмах «Тройной форсаж: Токийский Дрифт», So You Think You Can Dance, The Nines и Modern Men Song. В кино и телесериалы попали и другие песни Gabin: «Just Be Yourself», прозвучавшая в телешоу Six Degrees, «The Other Way Round» в фильме Notes From The Underbelly, «Into My Soul» использовалась в фильмах Monster In Law с участием Дженнифер Лопес и Джейн Фонды, а также в Romancing The Bride.
в 2008 году в России вышел The Best of Gabin — сборник лучших хитов и песен группы за 2002—2004 годы. Он был выпущен на лейбле Gala Records, так как творчество группы пользовалось в РФ большим успехом. В сборник были включены популярные и известные песни группы, а ещё в него вошли ремиксы на песни «Doo Uap, Doo Uap, Doo Uap» (два ремикса), «Into My Soul» и «Mr.Freedom». Кроме того, были сделаны ремиксы на песню «Fever» известной джазовой певицы Пегги Ли и на песню Марка Моулина, «Into The Dark».
Третий студийный альбом группы, Third and Double, был выпущен в марте 2010 года. Альбом был записан при участии таких вокалистов, как Мия Купер, Крис Корнелл, Надия Миранда, Флора Пюрим, Барбара Кассини, Зи-Стар и Гэри Гоу. Диск был записан на лейбле Universal Music как двойной альбом. Gabin приложили немало усилий во время студийной работы, которая длилась целых 6 лет. Первый диск пластинки — сторона Макса Боттини, на котором песни представлены в стилях джаз и соул, второй диск — сторона Филиппо Клэри, на нём записанные песни представлены в стилях фанк и электронная музыка. Большинство вокальных партий в композициях альбома исполнила Мия Купер. Первым синглом с альбома стала песня «Lost and Found», вторым — «The Alchemist». Другими синглами были изданы треки «Wicked», «The Game» и «Lies». В записи Third and Double участвовал рокер Крис Корнелл из группы Soundgarden, появившийся в качестве вокалиста на песне «Lies». Third and Double занял сороковое место в Italian Albums Chart.
В 2012 году Gabin выпустили второй сборник лучших хитов и песен, который называется The First Ten Years, он включает лучшие песни и хиты группы, написанные за 10 лет её существования, в сборнике присутствуют композиции из альбомов Gabin, Mr. Freedom и Third and Double. С марта 2012 года компиляция стала доступна на ITunes для цифровой загрузки. Кроме этого, 21 сентября 2012 года был издан совместный мини-альбом Flabby и Gabin, содержащий треки «Sweet Sadness», «The Other Way Round», «Don’t Break This Heart of Mine» и «Mambo Italiano». Его выпуском занимался лейбл AXR Music, а издан он был в Финляндии. В том же году Gabin издали сборник ремиксов TAD/Replay, а также новый сингл «So Many Nights». В 2013 году коллектив объявил о записи нового альбома. Релиз новой пластинки — Gabin Soundtrack System состоялся 14 января 2014 года.
2 февраля 2017 года участники группы объявили о её роспуске на официальной странице в Facebook.

## Состав группы
- Макс Боттини — продюсер, клавишные, бас-гитара, контрабас, композитор (2002 — 2017)
- Филиппо Клэри — продюсер, клавишные, синтезатор, композитор (2002 — 2017)

## Дискография

### Студийные альбомы
| - Gabin (2002) - Mr. Freedom (2004) - Third and Double (2010) - Gabin Soundtrack System (2014) - The Best of Gabin (2008) - The First Ten Years (2012) - TAD/Replay (2012) - The Supreme Collection (2016) Данные приведены в соответствии с порталами Allmusic и Mvdbase.com, а также Gabinonline.com - «Doo Uap, Doo Uap, Doo Uap» (2002) - «Une histoire d’amoure» (2002) - «Mr. Freedom» (2004) - «Into My Soul» (2005) - «Lost and Found» (2010) - «The Alchemist» (2010) - «So Many Nights» (2012) - «Life Is So Beautiful» (2012) - «Boomerang» (2014) - «I Gotta Go For Love» (2014) - «E All'Improvviso Io Ti Vedo» (2014) | - «Doo Uap, Doo Uap, Doo Uap» - «Sweet Sadness» - «La Maison» - «Une histoire d’amoure» - «Azul Anil» - «Mr. Freedom» - «Into My Soul» - «Bang Bang to the Rock’n'Roll» - «Lost and Found» - «The Alchemist» - «Wicked» - «The Game» - «Lies» - «So Many Nights» - «Boomerang» |